# Vladímir Smirnov (futbolista)
Vladímir Nikoláievich Smirnov (en ruso: Владимир Николаевич Смирнов; Krasnodar, 15 de abril de 1947 - ibídem, 8 de mayo de 2014) fue un futbolista ruso que jugaba en la demarcación de defensa.

## Biografía
Debutó en 1965 a los 18 años de edad con el FC Kubán Krasnodar. Jugó durante dos temporadas en el club, llegando a quedar en tercera posición en la liga en ambos años. En 1968, tras 96 partidos y habiendo marcado tres goles, fichó por el FC Dinamo Moscú. Tras tres años en el equipo, llegó a ganar dos años después de su debut con el club, la Copa de la Unión Soviética tras ganar en la final al FC Dinamo Tbilisi por 2-1. Finalmente en 1971 dejó su carrera como futbolista. Sin embargo siguió dentro del club en cargos directivos.
Falleció el 8 de mayo de 2014 en Krasnodar a los 67 años de edad.

## Clubes
| Club               | País            | Año         | Partidos | Goles |
| ------------------ | --------------- | ----------- | -------- | ----- |
| FC Kubán Krasnodar | Unión Soviética | 1965 - 1967 | 96       | 3     |
| FC Dinamo Moscú    | Unión Soviética | 1968 - 1971 | 100      | 1     |

## Palmarés

### Campeonatos nacionales
| Título                     | Club            | País  | Año  |
| -------------------------- | --------------- | ----- | ---- |
| Copa de la Unión Soviética | FC Dinamo Moscú | Rusia | 1970 |